# 石垣原の戦い
石垣原の戦い（いしがきばるのたたかい）は、慶長5年（1600年）9月13日に豊後国速見郡石垣原（大分県別府市）で行われた黒田如水（孝高）軍と大友義統（吉統）軍の合戦である。

## 経歴

### 戦いまでの経緯
慶長3年（1598年）8月18日に豊臣秀吉が死去すると、豊臣政権内部では五大老の徳川家康が台頭するが、これに五奉行の石田三成が反発し、両派の間で激しい権力闘争が行なわれた。
慶長5年（1600年）になると両派の対立は頂点に達し、家康は三成派の上杉景勝が領内で軍備増強を行なったことを口実にして会津征伐を断行する。福島正則、加藤嘉明、細川忠興ら豊臣氏恩顧の大名は親家康・反三成の立場から会津征伐に従軍した。豊前国中津城に18万石を領する黒田長政も彼らと同じ立場から黒田軍を率いて会津征伐に従軍する。
こうして、大坂をはじめとする畿内から家康の影響力が一時的に弱まった間隙を突いて、7月に石田三成は毛利輝元を大将に擁立して挙兵した。こうして両派の戦いは天下分け目の東西対決となり、全国各地に戦火が飛び火することになった。
九州にも戦火は飛び火した。黒田長政は黒田家主力を率いて会津征伐に従軍していたが、隠居していた長政の父・如水が中津城の留守居に残っていた。この如水が蓄えた金銀を放出して浪人3600人あまりを集め、更に留守兵に加えて領内の百姓や商人を動員して掻き集めた約9千人の黒田軍を編成し、9月9日には豊後国に侵攻を始めたのである。

### 大友義統の豊後上陸
大友義統は文禄の役の失態により改易され、輝元の預かりとなったが後に佐竹義重へ移行された。また子の義乗も加藤清正預かりから徳川家康預かりとなり江戸住まいの後に東軍として会津攻めに従軍した。家臣団も多くは中津の黒田家預かりとなった他、田原親賢・宗像鎮続（むなかた しげつぐ）は豊臣家直臣に取り立てられ中川秀成の与力となる。吉弘統幸は如水に身を寄せた後に従兄弟にあたる立花宗茂の下で2,000石の知行を得ていた。秀吉が死ぬと義統等は赦免され、自由の身となった。
1600年（慶長5年）4月、義統は増田長盛の配慮により大坂天満に居を構えた。7月に石田三成が挙兵すると、8月に義統は豊臣秀頼より鉄砲300丁を含む武器・馬匹・銀を贈られ、大阪を離れて故地豊後に向かった。義統の下向を知った如水は使者を派遣して周防上関で徳川につくよう要請をした。同時期に立花家に仕えていた旧臣の吉弘統幸も江戸の義延へ合流する途上で義統に謁見して徳川につくように進言したが容れられず、輝元の支援を受けて豊後へ向かう義統と行動を共にした。
9月8日の夜に瀬戸内海を渡った義統は富来城と安岐城の間に着岸、夜が明けないうちに木付沖を南下して浜脇に上陸した。9日の朝、義統は立石に布陣を行い、大友氏ゆかりの旧家臣の集結を求めた。これに呼応して中川秀成に仕えていた旧大友家家臣の田原親賢・宗像鎮続などが加勢した。この立石の東は海であり、西に鶴見岳があり、南には朝見川がある。つまり天然の要塞であり、その立石から北側に境川を渡ると、石垣原と呼ばれる雑木林や田畑が広がっていた。

### 杵築城攻撃
豊後杵築（木付）領の杵築城は1599年（慶長4年）に領主の福原直高（長堯）が改易され、続いて1600年2月27日に丹後宮津城主の細川忠興に飛び地として与えられた。忠興は家臣の松井康之・有吉立行を派遣して統治に当たらせ、4月15日には忠興自身が現地を巡察し、黒田如水と会談して来たるべき紛争への対応について協議した。
26日には会津討伐の知らせが現地に届き、忠興は急遽東上していった。8月28日に加藤清正より大友義統の豊後上陸の知らせを受けた杵築城では戦闘準備が開始されると共に忠興への急使が派遣された。杵築城には忠興の家老である松井康之が在城していたが、度重なる豊臣奉行衆や大谷吉継からの西軍への参加要請に応じないため、8月4日輝元と宇喜多秀家は明け渡しを命じる書状を発し、臼杵城主の太田一吉の子の一成を使者として派遣された。しかし、13日に現地を預かる康之はこれを拒絶した。
9月10日夜、立石より杵築城攻撃に向かった大友勢は吉弘統幸を大将に、岐部玄達・吉弘七左右衛門・鉄炮頭の柴田統生と雑兵100人であり、二の丸の野原太郎右衛門の内通により城下に火が掛けられ夜明けから戦闘が開始された。杵築城側も康之が相原山に伏兵を置いて迎え撃ち、柴田統生を討ち死にさせるなど大友勢の敗北に終わった。なお、この合戦で朱湯院長泉寺・円通山観音禅寺・太平山宝泉寺が焼失したという。
9月9日に大友勢の立石布陣の報を受けた如水は杵築城支援の先遣隊（一番備：久野次左衛門・曾我部五右衛門・母里与三兵衛・時枝平太夫を頭に約千人。二番備：井上九郎右衛門・野村市右衛門・後藤太郎助を頭に約千人）を派遣し自らも追って出陣した。先遣隊は10日に赤根峠を越え、12日に木付に到着、如水の本隊を待てとの指示に従わずに13日の朝より鉄輪で合流した黒田先遣隊と杵築勢は石垣原へ兵を進めた。
如水の本隊は先遣隊と同日の9日に中津城を出陣し、宇佐高森城（黒田孝利）・高田城（竹中重利）を経て10日に赤根峠を越えて国東に進出し富来城（垣見一直）を包囲した。当時旗幟を鮮明にしていなかった重利は、子の竹中重義に兵200人を付けて黒田軍に従軍させた。
大友軍が杵築城を攻撃すると、黒田軍は攻撃予定であった富来城（垣見一直）を後回しにして、合戦のあった13日には頭成まで家臣の井上九郎兵衛・時枝平太夫を進出させた。黒田軍本隊は12日には安岐城（熊谷直盛）を攻め、13日に打って出てきた熊谷直盛の軍を撃破し、杵築城の救援に向かった。

### 石垣原の戦い
13日、出撃した杵築勢は実相寺山に布陣、黒田軍先遣隊の一番備は実相寺山と角殿山の間道を抜けて石垣原に布陣していた大友勢と昼頃から衝突し、杵築勢も後に戦闘に加わった。この衝突で大友勢の吉弘統幸は打ち破られたと見せかけて立石本陣近くまで退き、追ってきた黒田一番備は伏せていた宗像鎮統の攻撃と統幸の反撃により、久野次左衛門・曾我部五右衛門が討ち死にした。
今度は敗走する黒田勢を大友勢が実相寺近くまで追撃し、松井康之の陣に攻撃を掛けるが多勢と見て山麓の黒田軍の陣に矛先を変えてこれを圧倒した。ここに黒田勢の二番備の野村市右衛門・井上九郎右衛門と杵築勢が救援に駆けつけ大友勢を破り、夕方までに合戦は収束した。
大友勢は吉弘統幸・宗像鎮統等の主立った武将が討ち取られ、14日には実相寺に到着した如水は首実検と軍議を行った。同日、義統は敗戦を知って自刃しようとしたが田原親賢に諌められ、剃髪して法体となって田原親賢を黒田軍の陣の母里友信(妻は宗麟娘)に派遣して如水に降伏し、石垣原の戦いは終了した。なお、肥後国の加藤清正は松井康之・黒田如水救援のため14日に内牧、15日に阿蘇の小国に到着したが、松井康之の捷報が届くと熊本へ帰還した。

## その後・影響
降伏した義統は中津から大坂の黒田長政へ移送され、孝高等の嘆願により常陸国宍戸に幽閉され1605年に没した。中川家を出奔して大友についた田原紹忍は謝罪して帰参したが、帰参条件とされた太田一吉の臼杵城攻めに参加し佐賀関で戦死した。
大友軍を破った後、黒田如水は合戦翌日の9月16日から進撃を再開し、17日から熊谷家臣の熊谷外記の守る安岐城を包囲して19日に開城させ、守備兵の殆どを配下に加えた。23日より垣見家家臣の筧利右衛門が守る富来城を攻め、10月2日に富来城を開城させ、ここでも城兵に自由を与えて自軍に加えた。4日以降は北上を開始し、5日には毛利吉成の家臣毛利定房が守る香春岳城を攻め、本城の小倉城も攻略した。この間に豊後国を平定した黒田軍は敵兵も飲み込んで拡大し、1万3千人ほどにふくれあがっていた。しかし石垣原決着の9月15日に美濃国関ヶ原で徳川家康率いる東軍が石田三成率いる西軍に勝利したため（関ヶ原の戦い）、如水の軍事行動は家康の命令によって停止させられることになった。
黒田如水が傭兵を率いて大友軍と戦い、西軍の諸城を落とした理由は領土拡大、もしくは九州全土を平定して天下を家康と競う野心があったとされているが、真相は不明である。しかし如水の豊後平定戦などが九州で味方の少なかった東軍の優位を決定づけ、さらに関ヶ原本戦での黒田長政の功績も評価されて、黒田氏は家康より筑前国福岡に52万3,000石を与えられることになった。
義統は助命されたが、御家再興は許されなかった。ただし、嫡男の大友義乗が徳川秀忠の近侍になっていたことから、家名は存続することになる。

### 佐賀関の戦い
中川秀成の客分与力であった田原親賢と宗像鎮続は大友勢に加わるために、出奔した際に中川家の旗印を盗み出して石垣原の戦いに臨んだ。これを見た如水は家康に秀成が西軍についた旨を報告した。秀成は弁解をしたが疑いは解けず、清正に追討を命じた。清正は情勢を見定めるため、まず小西行長の宇土城攻撃を優先し、そこへ秀成は人質を送って更なる弁明を試みた。秀成は更に旗幟を鮮明にするため、西軍の太田一吉を討つために臼杵城攻撃を開始した。石垣原の戦いに敗れた親賢は中川家船奉行柴山重成を頼って今津留に落ち延びていた。秀成は柴山にも臼杵城攻撃を命じたため親賢も中川勢として同行し、家老の中川長祐らの軍勢と合流した。
両軍は10月3日に佐賀関で激突し、中川勢では家老中川平右衛門、田原親賢、柴山重祐（重成の養父）ら230人あまりが戦死し、負傷者も200人以上を出した。
太田一吉は関ヶ原の敗戦を知ると臼杵城を捨てて落ち延びた。こうして中川家では多くの犠牲を払ったが、家康から信用され大名として存続を許された。

## 関連文献
- 三重野勝人「「石垣原合戦」の実像を探る」『別府史談』第17巻、別府史談会、2003年12月、11-25頁、CRID 1050564287605994880。